# الصبي الذي عاد من السماء
«الصبي الذي عاد من السماء: قصة حقيقية»؛ هو الكتاب المسيحي الأكثر مبيعًا عام 2010، التي يُزعم أنها تحكي قصة تجارب أليكس مالاركي في السماء بعد حادث مرور في عام 2004، وقد نشرت من قبل دار الناشرين في عام  2010.
يُنسب إلى والد أليكس، كيفن مالاركي، بصفته مؤلفًا مشاركًا مع أليكس، على الرغم من أن كيفن يحمل حقوق الطبع والنشر الوحيدة. حقق الكتاب نجاحًا تجاريًا، إذ بيعت أكثر من مليون نسخة، وجرى تحويله إلى فيلم تلفزيوني في مارس 2010.
منذ النشر، تبرأ أليكس مالاركي ووالدته بيث من الكتاب. ذكر أليكس على الإنترنت -في عام 2011- إنه كان من أكثر الكتب مراوغة على الإطلاق، ووجّه رفضًا واسعًا في رسالة مفتوحة إلى المكتبات المسيحية في عام 2015، واصفًا تجربته القريبة من الموت بأنها تلفيق. ونتيجة لذلك، أزال منزل تيندال الكتاب من الطباعة، وأزالته المكتبات المسيحية من رفوفها.

## الحوادث والتعافي
في 14 نوفمبر 2006، تعرض أليكس مالاركي -البالغ من العمر ست سنوات- ووالده كيفن لحادث سيارة على طريق سريع بالقرب من راشسيلفانيا، أوهايو. وقد تعرض لإصابات مختلفة في الحادث، متضمنةً إصابة خطيرة في العمود الفقري، وإصابات خطيرة في الرقبة، وصدمة في الدماغ،  وتُرك مصابًا بشلل رباعي، وكان في غيبوبة مدة شهرين. وخلال فترة رقوده، روى أليكس لوالديه قصصًا عن رؤى السماء التي كان من المفترض أن يراها، وروى الوالدان بعض هذه القصص على الريكبلوق الانتعاش، ولكن هذه لم تجذب اهتمامًا كبيرًا من وسائل الإعلام.
في عام 2009، أصبح أليكس مالاركي، البالغ من العمر 10 سنوات، أصغر شخص يُجري العملية الجراحية لأول مرة لكريستوفر ريف للسماح له بالتنفس بمفرده دون جهاز تنفس. وفي وقتٍ لاحق من عام 2009، تمكن من الوقوف منتصبًا في إطار داعم، ومع المساعدين تحريك ساقيه، على المشي على جهاز المشي.

## الملخص
يصف الكتاب الرؤى والتجارب الخارقة للطبيعة التي يُزعم أنها حدثت لأليكس، مباشرة بعد الحادث، وفي أثناء تعافيه. وتشمل هذه تجربة خارج الجسم، إذ رأى والده أنه يُقبض عليه ويُحمل إلى بر الأمان من قبل ملاك بعد أن طار من نافذة السيارة. يقول الكتاب إنه بعد ذلك بقليل شعر بأن ملاكًا يأخذه عبر بوابات السماء، التي يصفها بأنها «طويلة القامة»، للقاء يسوع، الذي يظهر من خلال «ثقب في السماء»، ويبدو الشيطان أيضًا عدة مرات. ويروي الكتاب عدة رحلات إلى الجنة والعودة.
روج تيندال هاوس للكتاب بوصفه «لقاءً خارقًا للطبيعة سيعطيك رؤىً جديدة عن السماء والملائكة وسماع صوت الله».

## النشر والاستقبال
ذكرت بيث مالاركي في وقت لاحق أن زوجها كيفن حصل على فكرة كتابة الكتاب بعد اهتمام وسائل الإعلام التي تلقتها في عام 2009، بشأن جراحة أليكس، وأنها قاومت جلب وكيل الأعمال الأدبية مات جاكوبسون لتلبية ابنهما. تم توقيع صفقة الكتاب بحلول نهاية العام، ما أعطى كيفن حقوق الطبع والنشر الحصرية. كيفن كان المروج الرئيسي للكتاب، وإعطاء العديد من المحادثات والمقابلات.
الكتب عن الزيارات المزعومة إلى السماء تشكل النوع الأكثر شعبية، والمربحة جدًا بين الكتب الدينية في الولايات المتحدة. قضى كتاب 90 دقيقة في السماء -عام 2004- أكثر من خمس سنوات على قائمة نيويورك تايمز الأكثر مبيعًا، وباع أكثر من ستة ملايين نسخة، في حين أن كتاب Heaven Is for Real قد باع أكثر من 10 ملايين نسخة، وحصل الفيلم على 101 مليون دولار في شباك التذاكر. الصبي الذي عاد من السماء باع 112,386 نسخة في السنة الأولى، وحصل على جائزة  البلاتين من جمعية الناشرين المسيحيين الإنجيليين في عام 2013 لأكثر من مليون مبيعات.  
وفقًا للباحث خوارق بنيامين رادفورد، يكمن جزء من السبب في أن القصة كانت استقبالًا حسنًا جدًا ومقبولة بين جمهورها المسيحي الأمريكي هو أنه عزز رواياتهم ومعتقداتهم القائمة. من طريق التمسك عن كثب لتفسير مقبول على نطاق واسع من السماء والله والشياطين، وأكد مالاركي أن قصته سوف تلبي توقعات جمهوره وتكون شعبية.